# Distretto di Viques
Il distretto di Viques  è uno dei ventotto distretti della provincia di Huancayo, in Perù. Si trova nella regione di Junín e si estende su una superficie di  3,57 chilometri quadrati.